# Бида, Михаил Владимирович
Михаи́л Влади́мирович Би́да (р. 31 марта 1987) — российский кудоист, тренер. Серебряный призёр чемпионата Европы, победитель Кубка России (2007). Мастер спорта России международного класса, тренер высшей категории. Тренер детско-юношеской спортивной школы «Держава».

## Биография
Михаил Бида родился 31 марта 1987 года.
С первого по одиннадцатый класс в 1993—2004 годах учился в обнинской школе № 16.
Первый и единственный тренер по кудо — Юрий Фрай.
В 2005—2010 годах учился в Российском государственном университете физической культуры, спорта, молодёжи и туризма (РГУФКСМиТ).
Тренер высшей категории, тренер детско-юношеской спортивной школы «Держава».

## Достижения
- Серебряный призёр чемпионата Европы[2]
- Победитель Кубка России (2007)[1]

## Награды и звания
- Мастер спорта России международного класса